# Dwóch utalentowanych skubańców
Trwa dyskusja nad usunięciem tego artykułu, kliknij i weź w niej udział.
Dwóch utalentowanych skubańców – nowela autorstwa Stephena Kinga, opublikowana po raz pierwszy w zbiorze Im mroczniej, tym lepiej z 2024 roku.

## Fabuła
Mark Carmody przeszedł na emeryturę aby zaopiekować się swoim ojcem, emerytowanym autorem bestsellerów Lairdem Carmodym. Po śmierci Lairda, Mark dziedziczy dokument, który rzekomo opowiada o czymś, co wydarzyło się, gdy Laird i jego przyjaciel Butch Laverdiere byli na corocznej wyprawie myśliwskiej do lasów Maine. Przed tą wyprawą obaj mężczyźni mieli talent, ale nie na tyle, by osiągnąć wielką karierę. Wydarzyło się coś, co uczyniło z nich gwiazdy w ich dziedzinach. Mark początkowo odmawia uwierzenia, że maszynopis jest czymś więcej niż metafikcyjną historią. Kiedy bada sprawę, dowiaduje się prawdy.